# بسام رؤوف
بسام رؤوف مواليد 7 أكتوبر 1968 في بغداد، هو مدرب كرة قدم ولاعب كرة قدم عراقي سابق كان يلعب كلاعب وسط.

## البدايات المبكرة
بدأ بسام رؤوف مسيرته الكروية في سن مبكرة حيث انخرط في صفوف مركز شباب نادي الحرية الذي كان يدربه والده (المدرب رؤوف حميد). وفي عام 1981 انتقل مع شقيقه غسان إلى شباب نادي الطلبة ثم انتقل إلى شباب نادي أمانة بغداد في عام 1982 وشباب نادي الرشيد في عام 1985.

## المسيرة الاحترافية
من الأندية العراقية التي لعب لها بسام رؤوف نادي الشرطة العراقي حيث لعب لصالحه، وسجل الهدف الذي جعله يحصل على لقب أفضل لاعب شاب في عام 1986، وشغل أيضاً منصب أمين سر للنادي، ولعب أيضاً لصالح نادي النفط ونادي القوة الجوية ونادي الزوراء، كما احترف رؤوف خارج العراق ولعب في رومانيا لصالح نادي ستيودينتيسك بوخارست الذي يلعب في دوري الدرجة الثانية الروماني في موسم 1994-95، واحترف كذلك في السويد حيث لعب لصالح نادي آسيريسكا السويدي من عام 1995 حتى 1999.

## الإدارة والتدريب
أشرف بسام رؤوف على تدريب العديد من الأندية في السويد لمدة 10 سنوات، منها نادي آسيريسكا ونادي فانكهارد، ويشرف حاليا على تدريب منتخب نجوم العراق. يشغل بسام رؤوف حاليا منصب مدير مركز الموهبة التابع لوزارة الشباب والرياضة في العراق.

## الإنجازات

### الأندية
نادي القوة الجوية
- الدوري العراقي الممتاز: 1991–92
- كأس العراق: 1991–92

نادي الزوراء
- الدوري العراقي الممتاز: 1993–94
- كأس العراق: 1993–94

### الدولية
- كأس الصداقة والسلام 1989: 1989

### الفردية
- أفضل لاعب شاب في عام 1986.[1]